# الکس آکر
الکس آکر (انگلیسی: Alex Acker؛ زادهٔ ۲۱ ژانویهٔ ۱۹۸۳) بازیکن بسکتبال اهل ایالات متحده آمریکا است.
از باشگاه‌هایی که در آن بازی کرده‌است می‌توان به باشگاه بسکتبال بارسلونا، دیترویت پیستونز، لس آنجلس کلیپرز، المپیا میلان، و باشگاه بسکتبال المپیاکوس اشاره کرد.